# Арондеус, Виллем
Виллем Арондеус (нидерл. Willem Arondeus; 22 августа 1894, Нарден Северная Голландия, Нидерланды— 1 июля 1943, Харлем, Северная Голландия, Нидерланды) — нидерландский художник и писатель, участник нидерландского антифашистского Сопротивления во время Второй мировой войны. Он участвовал в поджоге Амстердамского Государственного архива, после чего нацистским оккупантам стало невозможно выявить голландских евреев, скрывавшихся с поддельными документами от преследований. Арондеус был схвачен и казнён вскоре после ареста. Он был открытым геем и демонстративно заявил о своей гомосексуальности перед казнью.

## Ранние годы
Виллем Арондеус родился в Нардене (пригород Амстердама) в семье торговца топливом. Его родителями были Хендрик Корнелис Арондеус и Катарина Вильгельмина де Врие. 
Когда мальчик подрос, он стал работать как иллюстратор, дизайнер плакатов и гобеленов, а также живописец. 
В 1923 году Виллем получил заказ написать большую фреску для Роттердамской ратуши. Тогда же он иллюстрировал стихи голландских поэтов: Я. Х. Леопольда, Питера Корнелиса Боутенса и Мартинуса Нейхофа. Он был последователем голландского художника Ричарда Роланда Холста, что видно по его работам. Творчество того периода не принесло ему большой известности, и он жил в стеснённых бытовых условиях. Около 1935 года он бросил изобразительное искусство и стал писателем. Его стихи и рассказы 1920-х годов остались неопубликованными, но в 1938 году он издал два романа: «Дом сов» и «В цветущей редьке», которые проиллюстрировал сам. В 1939 году была опубликована работа «Маттис Марис: трагедия мечты» (биография известного голландского художника). Двумя годами позже были изданы «Символы и проблемы монументальной живописи в Нидерландах». В это время Арондеус уже был активным участником нидерландского Сопротивления.
Гомосексуальность Арондеуса была общеизвестна: в семнадцать лет Арондеус из-за конфликта с семьёй ушёл из дома и откровенно говорил о своей ориентации, что даже для богемных гомосексуалов времён Первой мировой войны было довольно необычно. В 1920-х Арондеус состоял в отношениях с Юри, рыбаком с острова Урк, где он тогда жил. С 1932 по 1941 годы он жил с зеленщиком Герритом Яном Тейссеном — сначала в Апелдорне, позже в Амстердаме. В 1941 году он отправил Тейссена обратно в Апелдорн, потому что понимал, что его участие в Сопротивлении создаёт опасность и для его любимого человека.

## Движение Сопротивления
Весной 1941 года Арондеус начал подпольную издательскую деятельность, в которую пытался вовлечь своих коллег-художников, чтобы противостоять нацистской оккупации Нидерландов. Раньше остальных он понял, что нацистское требование от всех евреев регистрироваться по месту проживание было связано не с целью обеспечения их безопасности, а для упрощения их отправки в концлагерь Вестерборк, и далее в лагеря смерти на территории оккупированной Польши. С весны 1942 Арондеус выпускал подпольную газету «Brandarisbrief», в которой выступал в оппозиции к нацистскому комитету по культуре и его принципам. В 1943 году «Brandarisbrief» слился с изданием «De Vrije Kunstenaar» («Свободный художник»), где одним из редакторов был скульптор Геррит ван дер Веен. Вместе с композитором Яном ваг Гилзе и многими другими деятелями культуры, их группа призывала к массовому сопротивлению нацистской оккупации. Тогда же Арондеус включился в работу по спасению евреев от депортации, став членом одной из законспирированных организаций Raad van Verzet (Совет сопротивления), которая занималась изготовлением фальшивых документов для евреев. В деятельности Совета сопротивления также участвовали открытая лесбиянка, виолончелистка и дирижёр Фрида Белинфанте и художник Виллем Сандберг, впоследствии куратор Амстердамского городского музея. Подделка документов не укрылась от нацистов, сверявших их с данными в реестрах местных жителей. Чтобы помешать нацистам, 27 марта 1943 года Арондеус с группой товарищей поджёг амстердамский архив. Тысячи документов были уничтожены, и отличить поддельные документы стало невозможно. В течение недели Арондеус и его товарищи были арестованы, он и 11 его товарищей были расстреляны в июле того же года. В своём последнем слове Арондеус, открытый гей, сказал: «Пусть все знают, что гомосексуалы — не трусы!»
В 1945 году, после освобождения Нидерландов, Арондеус был посмертно награждён медалью голландского правительства и был перезахоронен на мемориальном кладбище Блумендале. Кроме того, в 1984 году он был удостоен памятного креста Сопротивления. Столь длительная задержка связана, как полагают, с его сексуальной ориентацией.
19 июня 1986 Яд ва-Шем удостоил Виллема Арондеуса звания Праведника мира.

## Сочинения
- Het Uilenhuis, roman 1938
- In de Bloeiende Ramenas, roman 1939
- Matthijs Maris. De tragiek van den droom, biografie 1939
- Figuren en problemen der monumentale schilderkunst in Nederland, 1941
- Schilderkunstige avonturen. Leven en werken van Giorgio Vasari, Amsterdam, 1946
- Afzijdige Strofen, twintig homo-erotische gedichten (написано в 1922 на острове Урк, издано посмертно в 2001)